# Dmitrij Biakow
Dmitrij Nikołajewicz Biakow (ros. Дмитрий Николаевич Бяков; ur. 9 kwietnia 1978 w Ałma-Acie) – kazachski piłkarz występujący na pozycji pomocnika.

## Kariera klubowa
Biakow karierę rozpoczynał w 1998 roku w zespole CSKA-Kajrat Ałmaty, grającym w pierwszej lidze kazachskiej. W 2000 roku odszedł do Kajratu Ałmaty, z którym zdobył Puchar Kazachstanu. W 2001 roku został zawodnikiem pierwszoligowego rosyjskiego klubu Anży Machaczkała. Nie rozegrał tam jednak żadnego spotkania i jeszcze w 2001 roku wrócił do Kajratu. W tym samym roku ponownie wywalczył z nim Puchar Kazachstanu.
W 2003 roku Biakow przeniósł się do FK Aktöbe. 9 kwietnia 2003, w swoje 25 urodziny, został ugodzony nożem w serce po burdzie w nocnym klubie w Ałmaty. Z tego powodu był wyłączony z gry w sezonach 2003 oraz 2004. W 2005 roku został zawodnikiem Szachtioru Karaganda i spędził tam rok. W 2006 roku grał w drużynie FK Astana, z którą zdobył mistrzostwo Kazachstanu.
W kolejnych latach Biakow występował w zespołach FK Ałmaty oraz FK Astana, a także w Szachtiorze Karaganda, gdzie w 2008 roku zakończył karierę.

## Kariera reprezentacyjna
W reprezentacji Kazachstanu Biakow zadebiutował 7 października 2000 w przegranym 0:1 towarzyskim meczu z Arabią Saudyjską, a 23 kwietnia 2001 w wygranym 5:0 pojedynku eliminacji Mistrzostw Świata 2002 z Makau strzelił swojego pierwszego gola w kadrze. W latach 2000–2008 w drużynie narodowej rozegrał 34 spotkania i zdobył 8 bramek.